# Roue mecanum

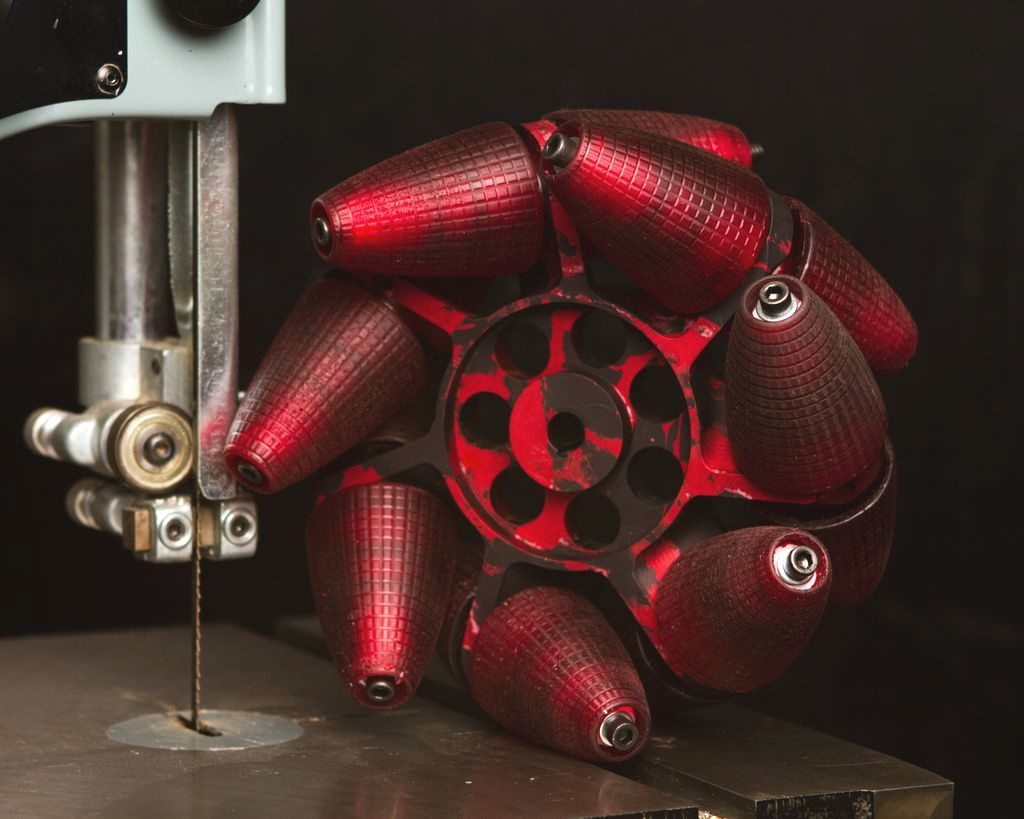
Une roue mecanum réalisée par FIRST robotics

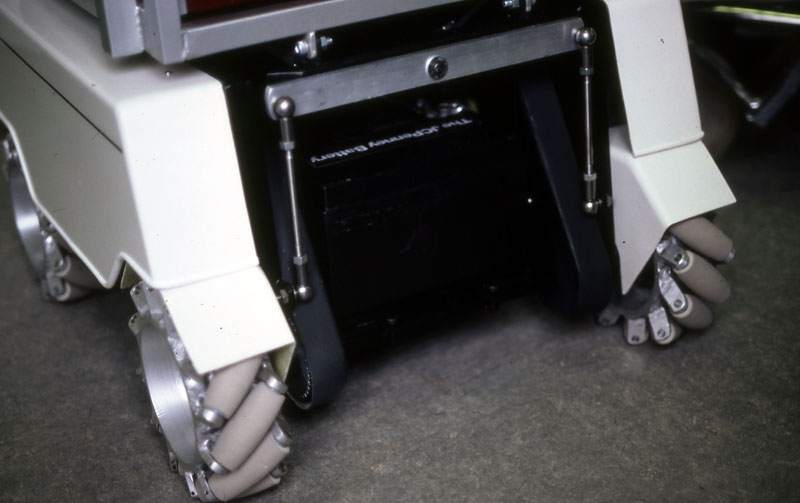
Un chariot muni de roues mecanum

Un robot omni-directionnel URANUS

Les roues mecanum sont un type de roues omnidirectionnelles permettant à un véhicule de se diriger dans toutes les directions : aussi bien sur le côté que vers l'avant et l'arrière. Ces roues ont été inventées par le suédois Bengt Ilon en 1973, alors employé par la société Mecanum AB.

## Description et fonctionnement
Chaque roue (3 minimum) est motorisée, commandée en vitesse chacune indépendamment des autres, en fonction du mouvement à produire. Elles sont placées généralement en position évoquant un rectangle. Les axes principaux de rotation des roues sont parallèles. À la périphérie de chaque roue, de petites roulettes non motorisées (en rotation libre) sont placées à 45°.
Les mouvements possibles sont :
- une translation vers l'avant/arrière (mouvement classique d'une roue), en faisant tourner toutes les roues ensemble dans le même sens,
- un mouvement de rotation pure, en faisant tourner les roues droites et gauches en sens opposé,
- une translation vers la droite/gauche, en faisant tourner la roue avant droite et la roue arrière gauche dans le sens opposé à la roue avant gauche et la roue arrière droite.

Ces mouvements peuvent être combinés en étant réalisés simultanément.